# マーマデューク・ラングデイル (第5代ホームのラングデイル男爵)
第5代ホームのラングデイル男爵マーマデューク・ラングデイル（英語: Marmaduke Langdale, 5th Baron Langdale of Holme、1778年4月5日没）は、イギリスの貴族。カトリック教徒だったという。

## 生涯
第4代ホームのラングデイル男爵マーマデューク・ラングデイルとエリザベス・ウィドリングトン（Elizabeth Widdrington、1689年3月30日洗礼 – 1765年1月7日、第3代ウィドリングトン男爵ウィリアム・ウィドンリングトンの娘）の息子として生まれた。
1771年1月8日に父が死去すると、ホームのラングデイル男爵の爵位を継承した。
コンスタンシア・スマイス（Constantia Smythe、1792年頃没、第3代準男爵ジョン・スマイスの娘）と結婚、1男4女を儲けた。
- マーマデューク - 子供なし
- コンスタンシア
- エリザベス - ロバート・バトラーと結婚
- メアリー（1752年頃 – 1841年4月12日） - 1775年6月15日、第17代ストートン男爵チャールズ・フィリップ・ストートンと結婚、子供あり
- アポロニア（Apollonia、1755年頃 – 1815年12月31日） - 1780年5月2日、第5代チャッドリーのクリフォード男爵ヒュー・エドワード・ヘンリー・クリフォードと結婚

1778年4月5日に死去、聖パンクラス旧教会に埋葬された。後継者がおらず爵位は断絶した。